# دوري الدرجة الممتازة الأيرلندي 2013
دوري الدرجة الممتازة الأيرلندي 2013 (بالإنجليزية: 2013 League of Ireland Premier Division)‏ هو الموسم 93 من  دوري الدرجة الممتازة الأيرلندي. أقيم خلال الفترة 8 مارس 2013 وحتى 25 أكتوبر 2013، وأشرف على تنظيمه اتحاد أيرلندا لكرة القدم، وكان عدد الأندية المشاركة فيه  12، وفاز فيه باتريك أتلتيك.